# Gonomyia inermis
Gonomyia inermis är en tvåvingeart som beskrevs av Alexander 1914. Gonomyia inermis ingår i släktet Gonomyia och familjen småharkrankar. Inga underarter finns listade i Catalogue of Life.